# Vostok 2
Vostok 2 fu una missione con equipaggio a bordo svoltasi nel corso del programma sovietico di esplorazione spaziale Vostok. Il cosmonauta German Stepanovič Titov orbitò intorno alla Terra per oltre 25 ore. Si trattò del secondo e fino a tale momento più lungo volo nello spazio di un essere umano. Fino al giorno d'oggi Titov detiene il record di essere stato il più giovane pilota a volare nello spazio.

## Preparazione
Dopo il pieno successo della missione di Jurij Gagarin, primo essere umano nello spazio, venne immediatamente deciso che la seconda missione del programma Vostok sarebbe stato un volo di durata decisamente superiore. Non fu comunque chiaro sin dall'inizio della programmazione di questa missione se la capsula spaziale avrebbe orbitato per sole tre volte intorno alla Terra o addirittura per 18 volte. Infine fu il capo degli ingegneri progettisti di razzi sovietici Sergej Pavlovič Korolëv a prevalere con la sua idea ed i preparativi per una missione destinata a durare oltre un giorno intero poterono iniziare a pieno ritmo.
Pilota della missione venne nominato Gherman Titov, già riserva di Gagarin durante la missione della Vostok 1. Andrijan Nikolaev, nominato riserva per questa missione, poté dunque coltivare speranze concrete di diventare il pilota della successiva terza missione del programma Vostok.

## Missione
Vostok 2 venne lanciata il 6 agosto 1961 alle ore 09:00 (ora di Mosca) dal cosmodromo di Baikonur. Solo pochi minuti dopo aveva raggiunto la programmata traiettoria d'orbita terrestre con un perigeo di 172 km ed un apogeo di 211 km. L'inclinazione misurò 65 gradi.
Tale nuovo volo nello spazio venne annunciato ufficialmente da "radio Mosca" solo due ore dopo che il lancio fu effettivamente avvenuto. Durante tale annuncio vennero rese note al pubblico pure le frequenze di collegamento via radio. Poco dopo aver raggiunto la traiettoria d'orbita, Titov ebbe contatto via radio con l'allora primo ministro sovietico Nikita Khruščёv. Quando Titov sorvolò il territorio nordamericano, inviò dei messaggi di saluto al popolo americano.
Al contrario di Gagarin durante la missione Vostok 1, Titov poté in parte azionare manualmente ed assumere direttamente il pilotaggio della capsula. Le possibilità di influire attivamente sulla traiettoria di volo furono più che ridotte. Novità assoluta invece rappresentavano i poco più di 10 minuti di immagini filmiche della Terra registrate da Titov dall'oblò della capsula. Dopo qualche ora di volo, Titov divenne il primo uomo ad essere affetto dalla fino a tale momento completamente sconosciuta malattia dello spazio, cioè un malessere tipico delle persone in volo nello spazio con sintomi simili al mal di mare dovuti particolarmente alla difficoltà dell'organismo all'adattamento alle condizioni di apparente assenza di gravità. Titov soffriva di capogiro e dovette vomitare più volte. Ciò nonostante fu in grado di dormire per alcune ore.
Un malfunzionamento, che si riscontrerà pure durante successive missioni, fu un difetto del sistema di regolazione di temperatura all'interno della capsula che causò il calo della temperatura fino a soli 6 °C.
Come durante Vostok 1, la fase di rientro in atmosfera non fu priva di problemi. Infatti il modulo orbitale (cioè la parte della navicella, contenente la maggior parte degli strumenti e sistemi necessari per il volo, che sarebbe dovuta ritornare a terra) non si staccò dalla capsula sferica di ritorno del cosmonauta. Solo dopo che alcuni collegamenti si furono staccati a causa della forza d'attrito il posizionamento della capsula si stabilizzò. Titov poté dunque catapultarsi dalla stessa con l'apposito  seggiolino eiettabile, atterrando appeso ad un paracadute nei pressi di Saratov.

## Importanza
Il volo della Vostok 2 fu la dimostrazione che l'uomo fosse in grado di sopravvivere per più ore nelle condizioni di apparente assenza di gravità. Si parla di apparente assenza perché la forza gravitazionale continua ad esistere in orbita, ma è compensata dalla forza centrifuga dovuta all'orbitazione. Dall'altra parte la malattia dello spazio di Titov, i cui sintomi ed in particolar modo le cui cause furono del tutto sconosciute fino a tale momento, rappresentavano un enorme ostacolo da superare prima di poter programmare ulteriori missioni nello spazio.
Ciò che interessava particolarmente il governo sovietico fu il fatto che il vantaggio nei risultati ottenuti durante l'esecuzione dei programmi spaziali nei confronti degli Stati Uniti d'America era stato ulteriormente aumentato. Al termine di questa missione infatti il programma Mercury americano non era ancora stato in grado di eseguire un volo orbitale bensì esclusivamente i voli suborbitali  Mercury-Redstone 3 di Alan Shepard e Mercury-Redstone 4 di Gus Grissom. Questo vantaggio durerà altri due anni, quando con Mercury-Atlas 9 (equipaggiata da Gordon Cooper) verrà eseguita la prima missione americana di una durata superiore alle 24 ore.
Il risultato positivo fu immenso per l'Unione Sovietica se considerato dal punto di vista propagandistico. Alcune speculazioni parlarono proprio di un lancio programmato per questo fine allo scopo di distogliere l'attenzione dell'opinione pubblica dall'ormai imminente costruzione del muro di Berlino, iniziato solo pochi giorni dopo il termine della missione, il 13 agosto 1961.
Titov compì i 26 anni appena un mese dopo il rientro di Vostok 2 e pertanto risulta a tutt'oggi essere stato il pilota più giovane durante la sua prima (ed unica) missione nello spazio, all'età di 25 anni, 10 mesi e 26 giorni.